# Dodecatheon dentatum
Dodecatheon dentatum är en viveväxtart som beskrevs av William Jackson Hooker. Dodecatheon dentatum ingår i släktet Dodecatheon och familjen viveväxter. Utöver nominatformen finns också underarten D. d. ellisiae.

## Bildgalleri

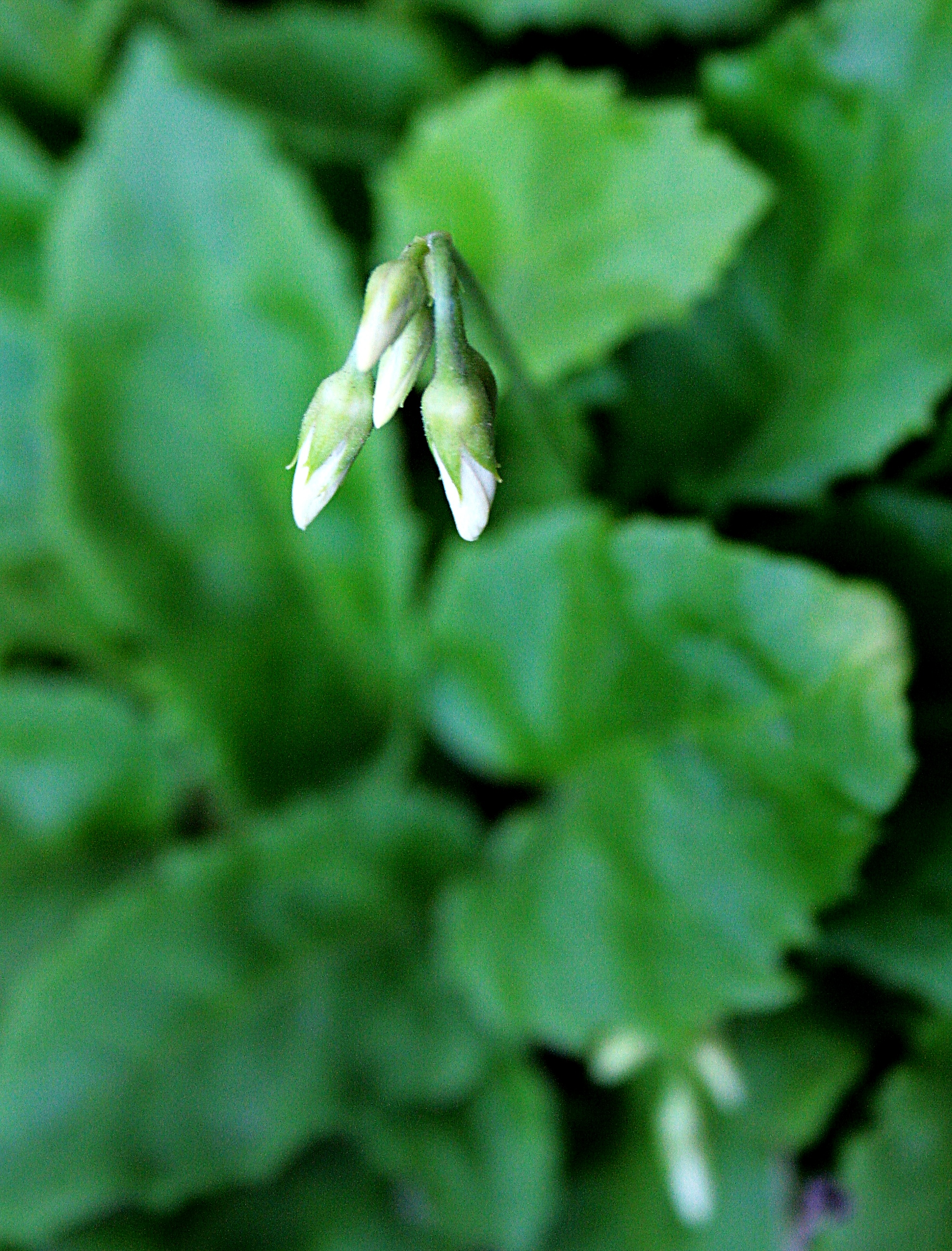